# Tata kontra tata
Tata kontra tata (ang. Daddy’s Home) – amerykański film komediowy z 2015 roku.

## Fabuła
Brad od zawsze chciał mieć rodzinę. Niestety po wypadku u dentysty nie mógł. Ożenił się z Sarą która ma 2 dzieci. Wszystko układa się dobrze dopóki nie pojawia się biologiczny ojciec dzieci. Między tatusiami zaczyna się rywalizacja.

## Obsada
- Will Ferrell - Brad Whitaker
- Mark Wahlberg - Dusty Mayron
- Linda Cardellini - Sara Whitaker
- Scarlett Estevez - Megan Mayron
- Owen Vaccaro - Dylan Mayron
- Thomas Haden Church - Leo Holt
- Hannibal Buress - Griff
- Bobby Cannavale - dr Emilio Francisco
- Bill Burr - Jerry
- Jamie Denbo - Doris
- Alessandra Ambrosio - Karen
- John Cena - Roger

## Produkcja
Will Ferell i Mark Wahlberg zostali ogłoszeni jako odtwórcy głównych ról 5 października 2014 roku. W listopadzie ogłoszono dwie kolejne role drugoplanowe — żonę głównego bohatera, w którą wcieliła się Linda Cardellini oraz postać złotej rączki Griffa, którego odegrał Hannibal Buress.
Okres zdjęciowy rozpoczął się 17 listopada 2014 roku w mieście Nowy Orelan, w stanie Luizjana. Tony Hawk był jednym z dublerów kaskaderskich Willa Ferell'a, który doznał urazu podczas kręcenia sceny z użyciem deskorolki.

## Odbiór

### Box office
Budżet filmu jest szacowany na 69 milionów dolarów. W Stanach Zjednoczonych i w Kanadzie film zarobił ponad 150 mln USD. W innych krajach przychody wyniosły ponad 90 mln, a łączny przychód ponad 240 mln dolarów.

### Krytyka w mediach
Film spotkał się z negatywną reakcją krytyków. W serwisie Rotten Tomatoes 31% ze 121 recenzji jest pozytywne, a średnia ocen wyniosła 4,88/10. Na portalu Metacritic średnia ocen z 30 recenzji wyniosła 42 punktów na 100.

## Kontynuacja
W 2017 roku miał premierę sequel filmu, zatytułowany Co wiecie o swoich dziadkach?.